# 韓博天
韓博天（德語：Sebastian Heilmann，1965年—），德國政治學家，特里爾大學教授，曾在哈佛大學、牛津大學從事中國研究的工作。他自称是一位「正視中國及其崛起」的政治學家，喜歡務實地觀察和研究「中國如何解決問題」，每年前往中国各地等地做田野調查，與中國各級官員、学者、企业家廣泛接觸，精通中國共產黨以及政府的話語體系。韓博天还是位於柏林、成立於2013年的墨卡托中国研究所的創始總裁，该中心是歐洲最大的專門研究当代中國的機構。
1984年到1990年，韓博天在蒂賓根大學修習政治學、中國研究以及比較語言學，期间1986年到1988年，曾在南京大學進修中國當代史。1993年自薩爾蘭大學取得博士學位。曾出版多本有關中國政治體制以及政府治理的專著。
韩博天的主要著作之一是关于中国是如何治理的综合指南：《中华人民共和国的政治制度》（Das politische System der Volksrepublik China），该书广泛考察了中国政治制度是如何工作的。这本书的在线版本每两三个月更新一次。

## 中译本
- Red Swan: How Unorthodox Policy-Making Facilitated China's Rise. Hong Kong: Chinese University Press, January 2018.
  - 《红天鹅: 中国非常规决策过程》，石磊/译，香港中文大学出版社，2018年1月，ISBN 978-962-996-826-7。
  - 《红天鹅：中国独特的治理和制度创新》，石磊/译，中信出版集团，2019年1月，ISBN 978-750-869-709-3。